# فرودگاه بین‌المللی ریو دوژانیرو گالیائو
فرودگاه بین‌المللی ریو دوژانیرو گالیائو (به انگلیسی: Rio de Janeiro-Galeão International Airport) فرودگاهی در ریودوژانیرو برزیل می باشد و سرشار از موشک‌ها و هواپیماهایِ جنگنده است.

## شرکت‌های هواپیمایی و مقصدهای پروازی

### مسافری
| شرکت‌های هواپیمایی                                    | مقصدهای پروازی |
| ---------------------------------------------------- | --- |
| ارولینیاس آرژانتیناس                                 | مینیسترو پیستارینی، محله هوایی یورگ نوبری، اینگنیرو ارناوتیکو امبرسیو تاراولا |
| Aerolíneas Argentinas اجرا توسط اوسترال لینئاس آئراس | فصلی: محله هوایی یورگ نوبری |
| ایر فرانس                                            | شارل دوگل پاریس |
| آلیتالیا                                             | لئوناردو دا وینچی-فیومیچینو |
| Amazonas Paraguay                                    | سیلویو پتیروسی (آغاز از ۲۹ نوامبر ۲۰۱۷) |
| امریکن ایرلاینز                                      | میامی، جان اف کندی فصلی: دالاس-فورت ورث (آغاز از ۱۵ دسامبر ۲۰۱۷) |
| اویانکا برزیل                                        | برازیلیا، هرکیلیو لوز، پینتو مارتینز، فوز دو ایگواسو، پرزیدانت کاسترو پینتو، سلگدو فیلهو، ریکایف، دپوتادو لوئیس ادواردو مگاهاس، کونگونیاس-سائو پائولو، سائو پائولو گوارولوس |
| اویانکا                                              | ال دورادو |
| اویانکا پرو                                          | خورخه چاوز |
| آزول برزیلین ایرلاینز                                | تانکردو نوس، ویراکوپوس-کامپیناس، رسیفی |
| بریتیش ایرویز                                        | هیترو لندن |
| کوپا ایرلاینز                                        | توکومن |
| دلتا ایرلاینز                                        | هارتسفیلد-جکسون آتلانتا، جان اف کندی (آغاز از ۲۲ دسامبر ۲۰۱۷) |
| ادلوایس ایر                                          | زوریخ |
| هواپیمایی امارات                                     | مینیسترو پیستارینی، دوبی |
| گول ایر ترنسپورت                                     | سانتا ماریا، ول د کائس، تانکردو نوس، برازیلیا، مینیسترو پیستارینی، کمپینا گرند، ویراکوپوس-کامپیناس، اینگنیرو ارناوتیکو امبرسیو تاراولا، آفونسو پنا، هرکیلیو لوز، پینتو مارتینز، فوز دو ایگواسو، پرزیدانت کاسترو پینتو، مکاپا، زومی دوس پالمیراس، ادواردو گومز، منطقه‌ای مارینگا، کراسکو، گریتر نیتل، سلگدو فیلهو، ریکایف، رسریو – ایسلس ملوینس، دپوتادو لوئیس ادواردو مگاهاس، مارشال کونیا ماچادو، کونگونیاس-سائو پائولو، سائو پائولو گوارولوس، اوریکو داگویار سالاس فصلی: کومودورو ارتورو مرینو بنیتز |
| ایبریا ایرلاین                                       | مادرید-باراخاس |
| کاال‌ام                                               | اسخیپول آمستردام |
| تام ایرلاینز                                         | ول د کائس، تانکردو نوس، بوآ ویستا، برازیلیا، آفونسو پنا، هرکیلیو لوز، پینتو مارتینز، فوز دو ایگواسو، پرزیدانت کاسترو پینتو، زومی دوس پالمیراس، ادواردو گومز، میامی، کراسکو، گریتر نیتل، اورلاندو، سلگدو فیلهو، ریکایف، دپوتادو لوئیس ادواردو مگاهاس، سانتارم استاد ویلسون فونسکا، کومودورو ارتورو مرینو بنیتز، کونگونیاس-سائو پائولو، سائو پائولو گوارولوس، اوریکو داگویار سالاس |
| لان ایرلاینز                                         | کومودورو ارتورو مرینو بنیتز |
| LATAM Paraguay                                       | سیلویو پتیروسی، مینیسترو پیستارینی |
| لان پرو                                              | خورخه چاوز (آغاز از ۳۱ اکتبر ۲۰۱۷) |
| لوفت‌هانزا                                            | فرانکفورت |
| هواپیمایی قطر                                        | حمد (آغاز از ۳۰ ژانویه ۲۰۱۸), کومودورو ارتورو مرینو بنیتز (آغاز از ۳۱ ژانویه ۲۰۱۸) |
| هواپیمایی پادشاهی مراکش                              | محمد پنجم |
| تاگ آنگولا ایرلاینز                                  | کواترو دو فرویرو |
| تاپ پرتغال                                           | لیسبون پورتلا، فرنسیسکو جسا کارنئیرو |
| یونایتد ایرلاینز                                     | جرج بوش |

### باری
| شرکت‌های هواپیمایی    | مقصدهای پروازی |
| -------------------- | --- |
| کارگولوکس            | ویراکوپوس-کامپیناس، لوگزامبورگ - فیندل                                                                                  |
| Centurion Air Cargo  | میامی |
| LATAM Cargo Brasil   | تانکردو نوس، کابو فریو، ویراکوپوس-کامپیناس، گوآرانی، آفونسو پنا، ادواردو گومز، میامی، سلگدو فیلهو، سائو پائولو گوارولوس |
| LATAM Cargo Chile    | اسخیپول آمستردام، مینیسترو پیستارینی، فرانکفورت، میامی، کراسکو، کومودورو ارتورو مرینو بنیتز                             |
| LATAM Cargo Colombia | ال دورادو، خورخه چاوز، میامی، نیو کیتو                                                                                  |
| Rio Linhas Aéreas    | ریکایف، دپوتادو لوئیس ادواردو مگاهاس، سائو پائولو گوارولوس                                                              |
| Sky Lease Cargo      | میامی |